# Толинци
Толинци су заштићено станиште у поступку заштите, које се налази у Београду, на територији градске општине Сурчин, око 30 километара од центра града. Станиште се налази на подручју катастарске општине Прогар, а поступак заштите покренут је 2016. године.

## Галерија
- Толинци 1
- Толинци 2
- Толинци 3
- Толинци 4
- Толинци 5